# مارجوري بونير
مارجوري بونير (بالإنجليزية: Majorie Bonner)‏ هي راقصة وممثلة أمريكية، ولدت في 23 فبراير 1893 في بروكلين في الولايات المتحدة، وتوفيت في 16 فبراير 1979 في تامبا في الولايات المتحدة بسبب مرض.

## وصلات خارجية
- مارجوري بونير على موقع IMDb (الإنجليزية)
- مارجوري بونير على موقع قاعدة بيانات برودواي على الإنترنت (الإنجليزية)